# Hrib pri Hinjah
Hrib pri Hinjah je naselje u slovenskoj Općini Žužemberku. Hrib pri Hinjah se nalazi u pokrajini Dolenjskoj i statističkoj regiji Jugoistočnoj Sloveniji. 

## Stanovništvo
Prema popisu stanovništva iz 2002. godine naselje je imalo 26 stanovnika.